# Дуб черешчатий (Яреськи)
Дуб чере́шчатий — ботанічна пам'ятка природи місцевого значення в Україні. Розташована в межах Шишацького району Полтавської області, в центральній частині села Яреськи.
Площа 0,02/1 га. Статус надано згідно з рішенням облвиконкому № 437 від 16.11.1979 року. Перебуває віданні: СПТУ № 56, Яреськівська сільська рада.
Статус надано для збереження одного екземпляра вікового дуба.

## Галерея

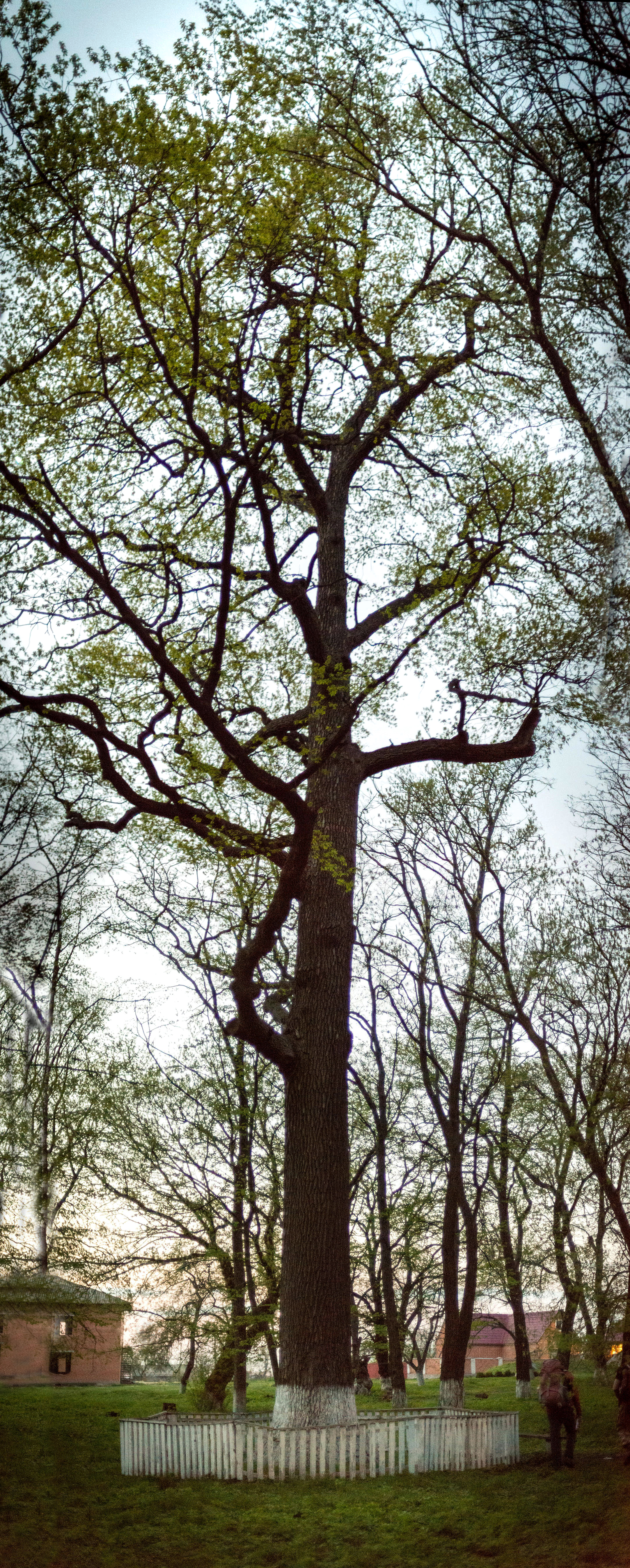
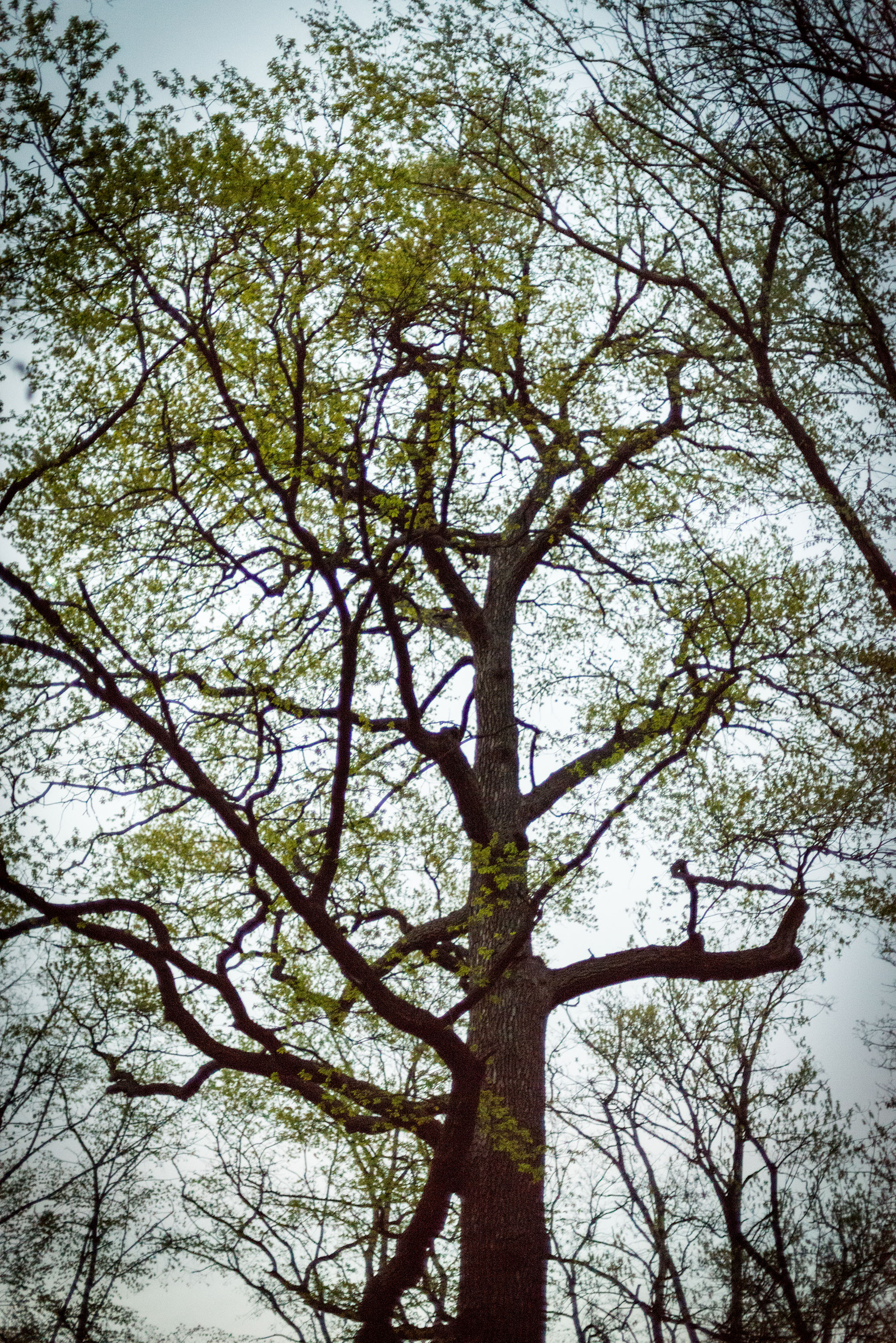